# Lerista tridactyla
Lerista tridactyla este o specie de șopârle din genul Lerista, familia Scincidae, descrisă de Storr 1990. Conform Catalogue of Life specia Lerista tridactyla nu are subspecii cunoscute.